# ماشین تله‌موشی

شبیه ساز حرکت ماشین تله موشی

ماشین تله‌موشی (به انگلیسی: Mousetrap car) یک ماشین کوچک است که انرژی مورد نیاز برای حرکت خود را از فنر تله موش به دست می‌آورد.

## چگونگی وارد شدن انرژی به چرخ
همانطور که در عکس متحرک می بینید بدین صورت است که یک سوی نخ به سر میله‌ای که به فنر تله موش متصل است وصل می‌شود و سپس آن سوی نخ به محور عقب چرخ ها وصل می‌شود در این حال با چرخاندن چرخ های عقب با دست به یک سمت، نخ به دور آن پیچیده شده و سپس میله به وسیله فنر تله‌موش که رو به جلو است با پیچاندن نخ به دور محور، فنر نیز برگشته و میله نیز به جهت مخالف اولیه فنر بر‌میگردد و سپس با رها کردن چرخ ها نخ پیچیده به دور آن ها باز شده و نیرویی به محور‌های عقب وارد می‌کند و با وارد شدن این نیرو چرخ ها می‌چرخد و ماشین نیز‌ راه می‌افتد.

## طراحی
طرح‌ها مختلف و متفاوتی برای ماشین تله موشی وجود دارد. بعضی برای چرخ‌های جلوی ماشن تله موشی از یک چرخ ولی بعضی دیگر از ۲ چرخ استفاده می‌کنند.

## قدرت فنر
ماشین تله موشی از قدرت پیچش فنر برای حرکت خود استفاده می‌کند و از قانون و مفهومی که از آن استفاده می‌کند می‌توان از قانون هوک نام برد:
{\displaystyle \tau =-\kappa \theta \,}
در این جا {\displaystyle \kappa \,} جابجایی فنر فشرده یا کشیده شده از نقطهٔ تعادل آن است و {\displaystyle \theta \,} حالت ثابت فنر است و {\displaystyle \tau \,} برابر است با نیروی بازگردانندهٔ وارده از سوی فنر.